# الاتصال السياسي
الاتصال السياسي يشير مفهومه إلى اطراف فاعله على مسرح الحياة السياسية وتفاعل بينهم وفق منطق وأسس أو قواعد اللعبة السياسية وتشكل هذه الأطراف والتفاعلات والمنطق قواعد اللعبة البنية الأساسية التي يمكن البناء عليها لتحقيق التحولات والإصلاح الديموقراطي.

## الاتصال السياسي والبنية الاساسية للتحول الديمقراطي

### معني الاتصال السياسي
يشير مفهوم الاتصال السياسي إلى اطراف فاعله على مسرح الحياة السياسية وتفاعل بينها وفق منطق واسسس أو قواعد اللعبة السياسية وتشكل هذه الاطراف والتفاعلات هلووو ونلغاهمتهمحم

### أشكال ومستويات الاتصال السياسي
(كل اشكال الاتصال السياسي التي يقوم بها رجال السياسة والفاعلون السياسيون الاخرون بهدف تحقيق اغراض معينه، الاتصالات التي يقوم بها هؤلاءمع اطراف أخرى من غير السياسين، كافه اشكال الاتصالات التي تتم بشان هؤلاء الفاعلين)

### الاحزاب السياسية
يشكل حزب سياسي عاده اهدافا عامه تجمع بين اعضائها وفق برنامج أو ايدولوجيه يتبناها الحزب كاطار عام تتحدد فيه توجهات 
شبكة المعرفة الانتخابية

## أجندة التحول والتماسك الديمقراطي

### تصنيف الديمقراطية في دول الجنوب
سيطرت الديموقراطيه والتحول الديموقراطي على دراسات دول الجنوب الناميه في العقدين الاخيرين فاثارت جدلا ومناظرات اكاديبميه وسياسيه غير مسبوقه في تحليل عمليه التحول والياته ومراحله وافاقه ونجد انه من الصعوبة البالغه تقديم سمات عامه للديموقراطيه في دول الجنوب الناميه حيث تشير العديد من الدراسات إلى مئات من الانماط الفرعيه في بعض الدراسات 550 نمط فرعى 
للديموقراطيه

### التماسك الديمقراطي
بينما اتجهت عشرات من الدول فعلا إلى مسيره التحول الديموقراطي في العقدينن الاخيرين من القرن العشرين الا ان القليل من هذه الدول هي التي امكنها فقط تحقيق التماسك لوضعها الديموقراطي حيث نجد ان دول جنوب أوروبا التي حققت تحول ديموقراطي حديث امكنها تحقيق التماسك الديموقراطي خلال عقد واحدمن انهيار النظم السلطويه لكن الموضوع ليس الوقت فقط بل هناك العديد من العوامل الأخرى مثل مستوى النمو الاقتصادى أو دور القياداه السياسية أو تاثير الثقافة السياسية أو الضغوط الخارجية والداخليه 0000

### المجتمع المدني
من شان قيام مجتمع مدني نشط تعزيز الديموقراطيه والضغط من اجل مزيد من الخطوات في مسيره التحول الديموقراطي ولكن مثل هذا المجتمع ليس شرط كافى أو اساسى لقيام التحول الديموقراطي بالرغم من دوره المركزى بالضغط على الحكومات واصحاب المناصب الرئيسية في النظام السياسي لاقناعهم بتوسيع وتعزيز اجراءات التحول الديموقراطي

## تأثيرات الإنترنت
الحتميه التكنولوجيه مع تطور بنيه تحتيه للاتصالات الرقمية عبر العالم وسرعه وضخامه الاتصالات الآن واصبحت التكنولوجيا الجديدة تفعل كل ما فعلته التكنولوجيا السابقة بطريقه أفضل وأكثر سرعه واقل تكلفه ومع انترنت تغير كل شئ والغى تفرد كل وسيله أو تقنيه من التقنيات السابقة وبالتالى أصبحت هناك امكانيه لتزايد تدفق الاخبار السياسية والفقرات الترفيهيه والرسائل المختلفة ومهما اتخذت اساليب القمع والمنع من النظم السلطويه تفقد هذه النظم وغيرها من نظم أكثر ديموقراطيه وتطور قدرتها على على رصد اتصالات المواطنين الداخلية والرقميه 

### الصحافة والتسويق السياسي
انماط الصحافة في النظم تالديموقراطيه _يمكن التمييز بين عدد من النماذج (نموذج صحافه الراى ونموذج صحافه السوق ونموذج صحافه الوصى ونموذج صحافه الجمهور) وهي نماذج تنبثق من مهمه الصحفى واهميه الدور المناط به وتعدد ابعاده وتنوعها 

### الصحيفة الناجحة
تستطيع الصحيفة ان تحقق نجاحا وتحوز ثقه الجماهير وتكتسب مكانه واحتراما لكن تحقيق ذلك يحتاج إلى جهود متواصله ومتكامله لتغطيه كافه الجوانب فتقوم الصحيفة بالبحث عن الاخبار وتنظيمها وتحريرها والتقدم إلى الجماهير في الوقت الملائم كما يمكنها تحقيق المزيد من النجاح إذا امكنها ان تزود القارئ برؤيه انتقاديه للمجتمع الذي يعيش فيه

### طريقة كتابة الاخبار
المكونات الأساسية للاخبار (الخبر أو الواقعة المجرده، التعليق بمعنى ابداء الراى حول الواقعة، التحليل بمعنى شرح الخبر وتفكيكه)